# PTS-4
Das PTS-4 (russisch ПТС-4, Плавающий транспортёр средний -4 auf dt.: mittlerer schwimmender Transporter 4) ist ein kettengetriebenes amphibisches Landungsfahrzeug aus russischer Produktion. Es ist die modernste Version der PTS-Reihe, dessen erste Varianten aus den 1960er-Jahren stammen.

## Entwicklung
Die Entwicklung des PTS-4 begann im Jahr 2009 auf Wunsch des russischen Verteidigungsministeriums, um die veralteten Übersetzwagen der PTS-Reihe aus den 1970er- und 1980er-Jahren zu ersetzen und zudem einen einheitlichen Typ im Bestand zu haben. Für die Entwicklung wurde die russische Rüstungsfirma Omsktransmasch beauftragt. Bei den Konstruktionsarbeiten wurden Komponenten der Kampfpanzer T-72 (Kraftübertragung) und T-80 (Fahrwerk und Kettenlaufwerk) verwendet. Zum einen finden die beiden Panzertypen und deren Varianten in der russischen Armee weite Verbreitung, zum anderen teilt die Vorgängerversion PTS-2 Baugruppen mit dem T-64, welcher Mitte der 2010er-Jahre bei den russischen Streitkräften ausgemustert wurde.

## Technik

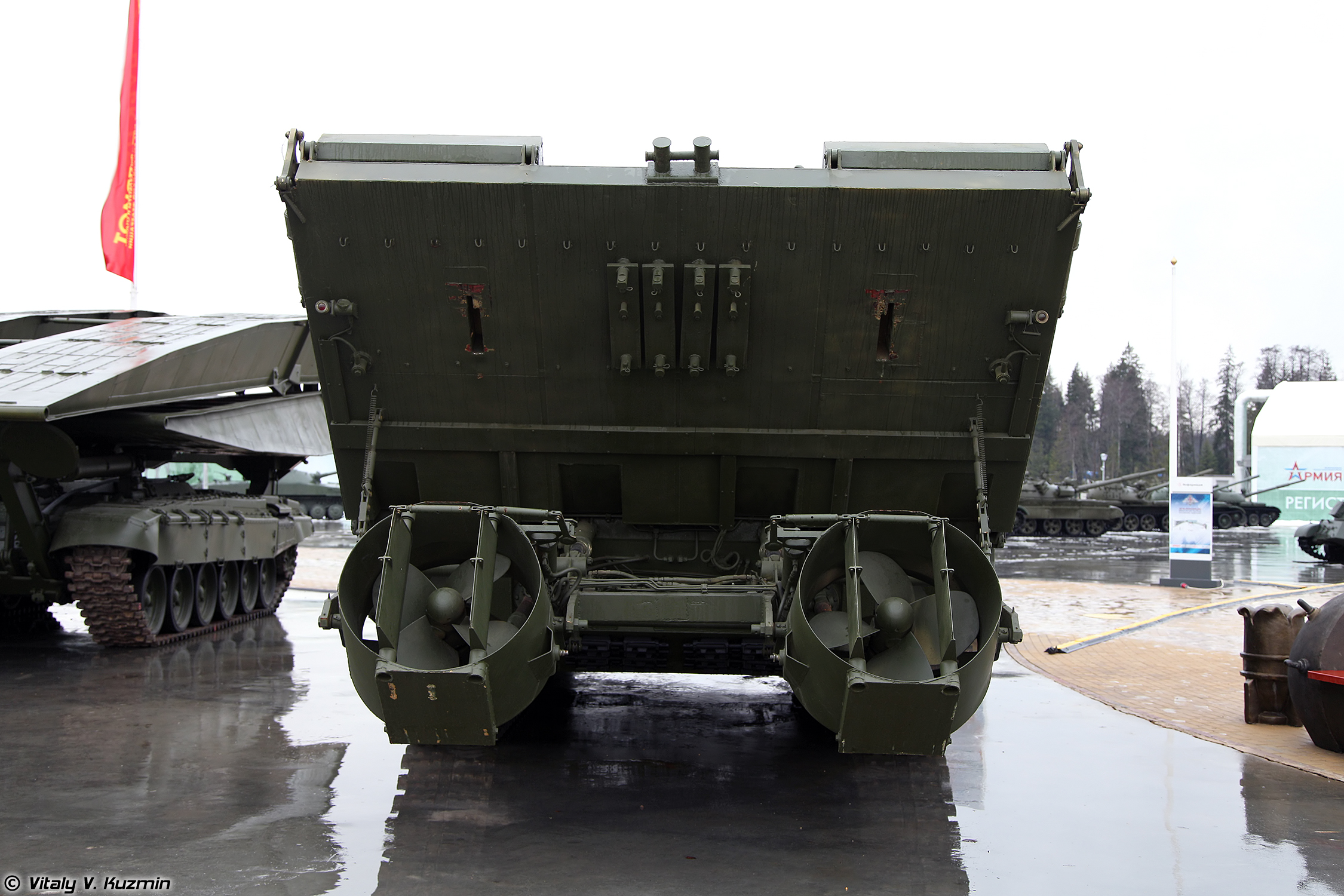
Heckansicht mit den beiden Mantelpropellern.

Die Motorisierung besteht aus einem wassergekühlten Zwölfzylinder-V-Motor des Typs W-84MS aus den frühen 1990er-Jahren, der ebenfalls beim T-90S Verwendung findet. Das Antriebsaggregat hat einen Hubraum von 38,88 Litern und erbringt bei 2000 Umdrehungen pro Minute eine Leistung von 840 PS (618 kW). Neben einem vollständig gepanzerten Führerhaus, das wirkungsvollen Schutz gegen 7,62-mm-Geschosse bieten soll, verfügt der PTS-4 über eine fernbedienbare Waffenstation, welche mit einem 12,7-mm-NSWT-Maschinengewehr bestückt ist. Zum Schutz der Besatzung verfügt es über eine ABC-Schutz- und Belüftungsanlage, wodurch die Durchhaltefähigkeit in mit ABC-Kampfmitteln kontaminierten Gebieten sichergestellt werden soll. Am Heck des Fahrzeuges befinden sich zwei Mantelpropeller mit jeweils zwei Rudern, die das Fahrzeug im Wasser auf maximal 15 km/h beschleunigen sollen. Der PTS-4 ist ohne Vorbereitung schwimmfähig, lediglich das Schwallbrett am Bug muss für das Durchqueren eines Wasserhindernisses umgeklappt werden.

## Ladekapazität

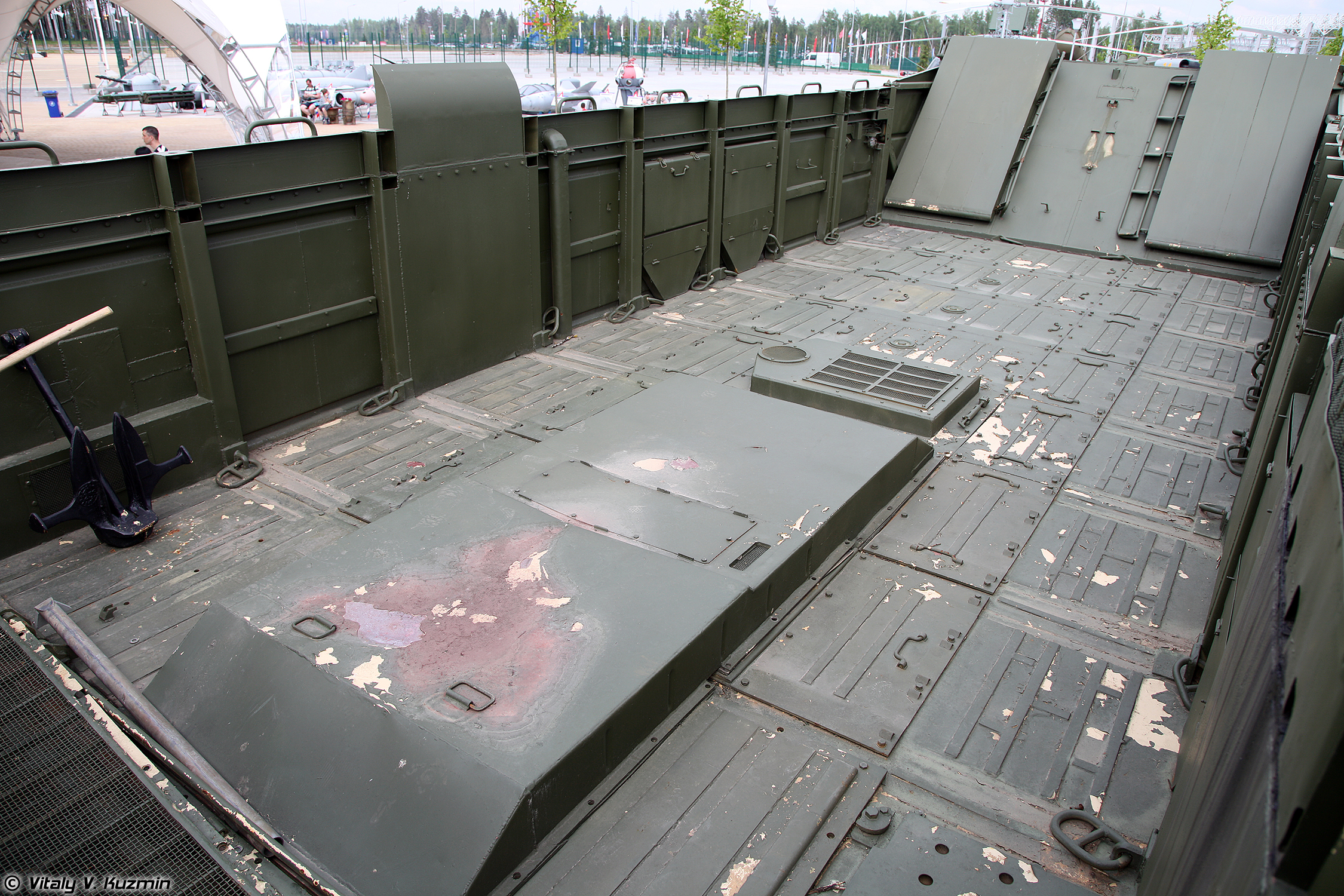
Die Ladefläche des PTS-4; zu erkennen ist die Motorabdeckung.

Die flache Ladefläche ohne Spurbahnen beträgt 29 m² (8280 mal 3300 mm). Der PTS-4 kann bis zu 70 Personen oder ein Fahrzeug in der Größenordnung eines BMP-3 oder eines Militär-LKW transportieren. Die maximale Tragfähigkeit im Wasser beträgt 18 Tonnen, auf dem Land sind maximal 18 Tonnen aufnehmbar. Somit ergibt sich ein Maximalgewicht von 51 Tonnen. Das Be- und Entladen erfolgt mithilfe einer hydraulisch absenkbaren Heckrampe. Zur Ladeunterstützung verfügt das Fahrzeug über eine Winde.

## Verwendung

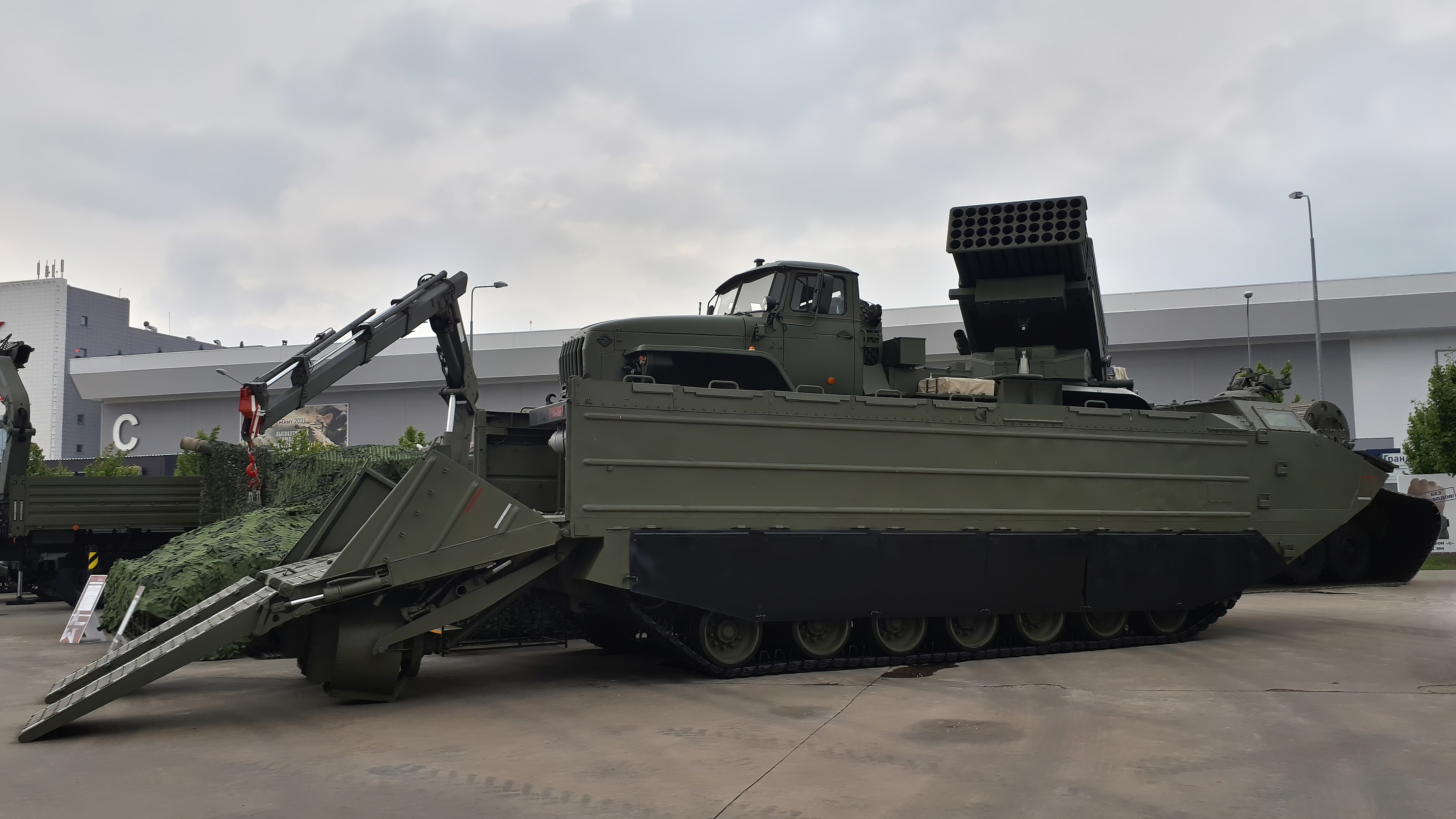
Der schwimmende Raupentransporter auf der Ausstellung „Armee-2021“.

Laut Hersteller befindet sich der PTS-4 in Serienproduktion und steht dem Exportmarkt zur Verfügung. Der erste Nutzer des Amphibienfahrzeuges sind die russischen Streitkräfte, die im Jahr 2011 das Fahrzeug testeten.